# Cantó de Hagetmau
El cantó de Hagetmau és un cantó francès del departament de les Landes, situat al districte de Mont de Marsan. Té 18 municipis i el cap és Hagetmau.

## Municipis
- Aubanhan
- Castèth Ner
- Casalís
- Hagetmau
- Horcs Arriu
- La Bastida de Shalòssa
- La Craba
- Mant
- Momui
- Monget
- Montsegur
- Morgans
- Pèira
- Podens
- Sent Cric de Shalòssa
- Senta Coloma
- Sèrras Gaston
- Sèrraslós e Arribans

## Història
| Data d'elecció                           | Identitat     | Partit | Qualitat |
| ---------------------------------------- | ------------- | ------ | -------- |
| 1961-2004                                | Alain Dutoya  | PRG    |          |
| 2004-                                    | Monique Lubin | PS     |          |
| les dades anteriors no són pas conegudes |               |        |          |
|                                          |               |        |          |

## Demografia
| 1962  | 1968  | 1975  | 1982  | 1990  | 1999  | 2006  |
| ----- | ----- | ----- | ----- | ----- | ----- | ----- |
| 7.538 | 8.333 | 8.685 | 8.956 | 9.007 | 8.977 | 9.505 |